# Tanggamus
Tanggamus ist ein indonesischer Regierungsbezirk (Kabupaten) in der indonesischen Provinz Lampung auf der Insel Sumatra. Ende 2023 leben hier circa 634.000 Menschen. Das Verwaltungszentrum des Kabupaten ist Kota Agung, das etwa 70 Kilometer (Luftlinie) westlich der Provinzhauptstadt Bandar Lampung direkt am Meer liegt.

## Geografie
Hinsichtlich seiner Territorialfläche belegt der Kabupaten Platz 5 von 15 Verwaltungseinheiten der 2. Ebene (Kabupaten/Kota) in der Provinz (8,78 %) bzw. Platz 64 von 120 Kabupaten auf der Insel Sumatra.

## Lage
Tanggamus liegt im Süden der Provinz Lampung an der Südküste der Insel Sumatra. Es grenzt im Nordwesten an den Kabupaten Lampung Barat, im Norden an Lampung Tengah, im Osten an Pringsewu sowie im Südwesten an den Kabupaten Pesisir Barat. Im Süden bildet die Küstenlinie des Indischen Ozeans die längste Grenze, hier liegen auch die zum Bezirk gehörigen 76 Inseln und Eilande.

Die zwei längsten Flüsse sind der Sekampung und der Way Semangka. Im Kecamatan Kota Agung befindet sich der höchste Berg (Gunung Tanggamus mit 2102 m). Es werden folgende Koordinaten belegt: Zwischen 5° 5′ 28″ und 5° 56′ 11″ s. Br. sowie zwischen 104° 15′ 37″ und 105° 11′ 46″ ö. L.

## Verwaltungsgliederung
Administrativ gliedert sich der Kabupaten Tanggamus seit dem Jahr 2008 in 20 Distrikte (Kecamatan) mit 302 Dörfern. Im Volkszählungsjahr 2020 waren davon 3 Kelurahan (Dörfer städtischen Typs). Sie befanden sich alle im Kecamatan Kota Agung.
| Code 1   | Kecamatan Distrikt      | Ibu Kota Verwaltungssitz | Fläche (km²) | Einw. Zensus 2010 2 | Volkszählung 2020 | Volkszählung 2020 | Volkszählung 2020 | Anzahl der Dörfer |
| Code 1   | Kecamatan Distrikt      | Ibu Kota Verwaltungssitz | Fläche (km²) | Einw. Zensus 2010 2 | Einw. 3           | 0Dichte 40        | Sex Ratio 5       | Anzahl der Dörfer |
| -------- | ----------------------- | ------------------------ | ------------ | ------------------- | ----------------- | ----------------- | ----------------- | ----------------- |
| 18.06.01 | Kota Agung              | Kuripan                  | 76,93        | 39.386              | 47.147            | 612,9             | 106,5             | 13/3              |
| 18.06.02 | Talang Padang           | Talang Padang            | 45,13        | 43.029              | 53.297            | 1.181,0           | 104,6             | 20                |
| 18.06.03 | Wonosobo                | Tanjung Kurung           | 209,63       | 34.102              | 41.281            | 196,9             | 108,7             | 28                |
| 18.06.04 | Pulau Panggung          | Tekad                    | 437,21       | 31.906              | 40.310            | 92,2              | 105,8             | 21                |
| 18.06.09 | Cukuh Balak             | Putih Doh                | 133,76       | 21.087              | 24.846            | 185,8             | 109,1             | 20                |
| 18.06.11 | Pugung                  | Rantau Tijang            | 232,40       | 51.832              | 66.185            | 284,8             | 107,5             | 27                |
| 18.06.12 | Semaka                  | Sukaraja                 | 170,90       | 34.287              | 39.498            | 231,1             | 107,0             | 22                |
| 18.06.13 | Sumberejo               | Sumberejo                | 56,77        | 31.146              | 36.056            | 635,1             | 105,4             | 13                |
| 18.06.15 | Ulu Belu                | Ngarip                   | 323,08       | 38.718              | 43.803            | 135,6             | 108,6             | 16                |
| 18.06.17 | Pematang Sawa           | Way Nipah                | 185,29       | 15.607              | 17.832            | 96,2              | 114,4             | 14                |
| 18.06.17 | Klumbayan               | Napal                    | 121,09       | 10.746              | 12.236            | 101,0             | 111,9             | 8                 |
| 18.06.18 | Kota Agung Barat        | Negara Batin             | 101,30       | 20.749              | 22.839            | 225,5             | 109,9             | 16                |
| 18.06.19 | Kota Agung Timur        | Kagungan                 | 73,33        | 17.645              | 21.581            | 294,3             | 104,1             | 12                |
| 18.06.20 | Gisting                 | Kuta Dalom               | 32,53        | 36.006              | 43.049            | 1.323,4           | 105,7             | 9                 |
| 18.06.21 | Gunung Alip             | Banjar Negeri            | 25,68        | 17.263              | 22.151            | 862,6             | 106,4             | 12                |
| 18.06.24 | Limau                   | Kuripan                  | 240,61       | 17.032              | 21.665            | 90,0              | 109,0             | 11                |
| 18.06.25 | Bandar Negeri Semuong00 | Sanggi                   | 98,12        | 18.213              | 17.282            | 176,1             | 109,5             | 11                |
| 18.06.26 | Air Naningan            | Air Naningan             | 186,35       | 27.051              | 31.237            | 167,6             | 108,6             | 10                |
| 18.06.27 | Bulok                   | Sukamara                 | 51,68        | 19.532              | 24.139            | 467,1             | 106,5             | 10                |
| 18.06.28 | Kelumbayan Barat        | Sidoharjo                | 53,67        | 11.276              | 13.841            | 257,9             | 108,2             | 6                 |
| 18.06    | Kab. Tanggamus          | Kab. Tanggamus           | 2.855,46     | 536.613             | 640.275           | 224,2             | 107,4             | 302               |

## Demografie
Hinsichtlich der Bevölkerung wird (mit 7,00 % der Provinz) Platz 6 der 15 Verwaltungseinheiten der 2. Ebene (Kabupaten/Kota) erreicht. Bezogen auf alle 120 Kabupaten auf der Insel Sumatra bedeutet dies Rang 64. Mit der Bevölkerungsdichte von 215,1 Einw. je km² rangiert Tanggamus auf Platz 10 der Liste.
Der Frauenanteil hat sich zwischen den beiden Volkszählungen 2010 und 2020 sowie zum Jahresende 2023 nur geringfügig erhöht und auf Werte um die 48 Prozent eingepegelt, Tendenz steigend.
| Religion im Jahr 2020 | Religion im Jahr 2020 | Religion im Jahr 2020 | Religion im Jahr 2020 |
| Religion              | Anzahl                | Anteil (%)            | Gebäude               |
| --------------------- | --------------------- | --------------------- | --------------------- |
| Islam                 | 646.001               | 99,17                 | 909 1                 |
| Christen insg.        | 00.4.298 2            | 00,66                 | 020                   |
| Davon:                |                       |                       |                       |
| Protestanten          | 00.1.522              | 00,23                 | 007                   |
| Katholiken            | 00.2.776              | 00,43                 | 013                   |
|                       |                       |                       |                       |
| Hindus                | 000.764               | 00,12                 | 007                   |
| Buddhisten            | 000.355               | 00,05                 | 0001                  |

| Jahr  | Gesamt- bevölkerung | Männer   | %      | Frauen   | %      |
| ----- | ------------------- | -------- | ------ | -------- | ------ |
| 02010 | 00536.613           | 0280.837 | 052,34 | 0255.776 | 047,66 |
| 02020 | 00640.275           | 0231.491 | 051,77 | 0308.784 | 048,23 |
| 02023 | 00633.291           | 0327.396 | 051,70 | 0306.525 | 048,40 |

### Soziale Daten 2020
| Merkmal                                                            | Tanggamus | 0Prov. Lampung0 |
| ------------------------------------------------------------------ | --------- | --------------- |
| Bevölkerung unterhalb der Armutsgrenze (Tsd.)0                     | 70,37     | 1.049,32        |
| Anteil der „armen Bevölkerung“ (indonesisch Penduduk miskin) (%)00 | 11,68     | 12,34           |
| Arbeitslosenrate (%)                                               | 02,96     | 05,67           |
| Lebenserwartung bei der Geburt (Jahre)                             | 68,56     | 73,66           |
| HDI-Index                                                          | 66,42     | 71,04           |
| Analphabetenrate (in %, 15+ J.)                                    | 02,42     | 02,76           |
| Anteil der Altersgruppen                                           | 0Real0    | 0Prozentual0    |
| Kinder (<15 J.)                                                    | 0163.0840 | 25,47           |
| arbeitsfähige Bevölkerung (15–64 J.)                               | 0437.8270 | 68,38           |
| Rentner und Pensionäre (>65 J.)                                    | 0039.3640 | 06,15           |

## Geschichte
Der Kabupaten Tanggamus wurde Anfang 1997 durch Abtrennung von zehn Distrikten des Regierungsbezirks Lampung Selatan gebildet. Dabei gab der „Mutterbezirk“ etwa die Hälfte seines Territoriums (3.346,61 von 6.537,37 km² = 51,3 %) an den neuen Bezirk im Westen ab. Zu diesen Kecamatan vom Kabupaten Lampung Selatan (Kota Agung, Talang Padang, Wonosobo, Pulau Panggung, Pagelaran, Pringsewu, Sukoharjo, Pardasuka, Cukuh Balak und Gadingrejo) gesellte sich ein neu gebildeter Kecamatan hinzu: Pugung. Bis zum Jahr 2008 erhöhte sich die Zahl der Distrikte auf 24.

Schließlich wurden Ende 2008 vom Kabupaten Tanggamus acht östlich gelegene Kecamatan abgetrennt und als neuer Kabupaten Pringsewu vereinigt. Tanggamus verlor damit ein Sechstel seines Territoriums (625 von 3.646 km² = 17,1 %) mit 41,3 % seiner Einwohner (2007: 368.318 von 891.658).

### Aktuelle Daten der Bevölkerungsfortschreibung
Nachfolgende Tabelle gibt den Einwohnerstand nach Geschlecht vom Jahresende 2022 und 2023 wieder. Er resultiert aus den Ergebnissen der Fortschreibung durch die örtlichen Zivilregistrierungsbüros (Disdukcapil, indonesisch Dinas Kependudukan dan Pencatatan Sipil) und kann in einer interaktiven Karte abgerufen werden
| Kecamatan               | 31.12.2022 | 31.12.2022 | 31.12.2022 | Fläche km² | 31.12.2023 | 31.12.2023 | 31.12.2023 | 31.12.2023         | 31.12.2023          |
| Kecamatan               | 0Insg.     | männl.     | weibl.     | Fläche km² | 0Insg.     | männl.     | weibl.     | Dichte [Einw./km²] | Sex Ratio [M*100/F] |
| ----------------------- | ---------- | ---------- | ---------- | ---------- | ---------- | ---------- | ---------- | ------------------ | ------------------- |
| Kota Agung              | 46.806     | 23.991     | 22.815     | 49,03      | 47.379     | 24.274     | 23.105     | 966,3              | 105,06              |
| Talang Padang           | 51.491     | 26.244     | 25.247     | 28,88      | 52.049     | 26.560     | 25.489     | 1.802,3            | 104,20              |
| Wonosobo                | 41.197     | 21.204     | 19.993     | 49,79      | 41.480     | 21.380     | 20.100     | 833,1              | 106,37              |
| Pulau Panggung          | 39.827     | 20.337     | 19.490     | 112,57     | 40.350     | 20.612     | 19.738     | 358,4              | 104,43              |
| Cukuh Balak             | 23.525     | 12.381     | 11.144     | 159,27     | 23.966     | 12.567     | 11.399     | 150,5              | 110,25              |
| Pugung                  | 63.499     | 32.849     | 30.650     | 188,76     | 64.353     | 33.335     | 31.018     | 340,9              | 107,47              |
| Semaka                  | 38.471     | 19.915     | 18.556     | 109,26     | 38.858     | 20.085     | 18.773     | 355,6              | 106,99              |
| Sumberejo               | 36.329     | 18.687     | 17.642     | 54,69      | 36.828     | 18.901     | 17.927     | 673,4              | 105,43              |
| Ulu Belu                | 42.720     | 22.195     | 20.525     | 139,85     | 43.230     | 22.421     | 20.809     | 309,1              | 107,75              |
| Pematang Sawa           | 16.986     | 9.077      | 7.909      | 230,92     | 17.242     | 9.211      | 8.031      | 74,7               | 114,69              |
| Kelumbayan              | 11.161     | 5.926      | 5.235      | 113,94     | 11.277     | 5.998      | 5.279      | 99,0               | 113,62              |
| Kota Agung Barat        | 22.788     | 11.910     | 10.878     | 41,44      | 23.110     | 12.065     | 11.045     | 557,7              | 109,23              |
| Kota Agung Timur        | 21.734     | 11.073     | 10.661     | 69,52      | 22.153     | 11.308     | 10.845     | 318,7              | 104,27              |
| Gisting                 | 42.235     | 21.635     | 20.600     | 53,25      | 42.978     | 22.013     | 20.965     | 807,1              | 105,00              |
| Gunung Alip             | 21.486     | 11.080     | 10.406     | 25,15      | 21.718     | 11.184     | 10.534     | 863,5              | 106,17              |
| Limau                   | 20.446     | 10.643     | 9.803      | 179,16     | 20.655     | 10.755     | 9.900      | 115,3              | 108,64              |
| Bandar Negeri Semuong00 | 16.174     | 8.398      | 7.776      | 40,76      | 16.353     | 8.509      | 7.844      | 401,2              | 108,48              |
| Air Naningan            | 30.771     | 16.012     | 14.759     | 130,17     | 31.108     | 16.153     | 14.955     | 239,0              | 108,01              |
| Bulok                   | 24.221     | 12.495     | 11.726     | 43,86      | 24.527     | 12.658     | 11.869     | 559,2              | 106,65              |
| Kelumbayan Barat        | 14.057     | 7.304      | 6.753      | 96,66      | 14.307     | 7.407      | 6.900      | 148,0              | 107,35              |
| Kab. Tanggamus          | 625.924    | 323.356    | 302.568    | 1.916,93 1 | 633.921    | 327.396    | 306.525    | 330,7              | 106,81              |

## Verzeichnis der Kelurahan
Die nachfolgende Liste gibt den Einwohnerstand zum Jahresende 2022 (Semester II/2022) und genau ein Jahr später für alle Kelurahan im Bezirk Tanggamus wieder. Für die drei Kecamatan stieg die Einwohnerzahl innerhalb eines Jahres um 281 Einwohner.
Neben der Fläche und den Einwohnerzahlen sind auch deren Zugehörigkeiten zu den fünf Kecamatan aufgeführt, ebenso die errechneten Ergebnisse der Bevölkerungsdichte (in Einw. je km²) sowie des Geschlechterverhältnisses (Sex Ratio). Als erste Spalte ist der Strukturcode des indonesischen Innenministeriums angegeben. Er gibt gleichfalls Aufschluss über die Zugehörigkeit der Dörfer zu den übergeordneten Verwaltungsebenen: Die ersten drei Zahlenpärchen werden durch Punkte getrennt und geben die Provinz, den Regierungsbezirk (Kabupaten) und den Distrikt (Kecamatan) an. Als letztes folgt nach einem weiteren Trennungspunkt der vierstellige „Dorfcode“ – wobei städtisch geprägte Kelurahan immer mit 1 und „normale“ (ländliche) Desa mit einer 2 beginnen. Die Statistikseiten von BPS (Badan Pusat Statistik) verwenden eine andere Nomenklatur, auf die hier nicht näher eingegangen werden soll, da sie nur bei den Volkszählungen Anwendung findet.
Wie bei vorstehender Tabelle entstammen alle Daten der Fortschreibung durch die örtlichen Zivilregistrierungsbüros (Disdukcapil).
| Struktur- code | Kecamatan  | Kelurahan      | Bevölkerung am Jahresende 2022 | Bevölkerung am Jahresende 2022 | Bevölkerung am Jahresende 2022 | Bevölkerung am Jahresende 2022 | Bevölkerung am Jahresende 2023 | Bevölkerung am Jahresende 2023 | Bevölkerung am Jahresende 2023 | Bevölkerung am Jahresende 2023 | Bevölkerung am Jahresende 2023 |
| Struktur- code | Kecamatan  | Kelurahan      | Fläche (km²)                   | Gesamt                         | männlich                       | weiblich                       | Gesamt                         | männlich                       | weiblich                       | Dichte                         | Sex Ratio                      |
| -------------- | ---------- | -------------- | ------------------------------ | ------------------------------ | ------------------------------ | ------------------------------ | ------------------------------ | ------------------------------ | ------------------------------ | ------------------------------ | ------------------------------ |
| 18.06.01.1001  | Kota Agung | Baros          | 0,27                           | 4.134                          | 2.086                          | 2.048                          | 4.164                          | 2.081                          | 2.083                          | 15.422,2                       | 99,90                          |
| 18.06.01.1002  | Kota Agung | Pasar Madang00 | 0,78                           | 7.136                          | 3.666                          | 3.470                          | 7.278                          | 3.750                          | 3.528                          | 9.330,8                        | 106,29                         |
| 18.06.01.1003  | Kota Agung | Kuripan        | 0,91                           | 8.796                          | 4.444                          | 4.352                          | 8.905                          | 4.497                          | 4.408                          | 9.785,7                        | 102,02                         |